# Aubigny-en-Artois
Pour les articles homonymes, voir Aubigny et Artois (homonymie).
Aubigny-en-Artois est une commune française située dans le département du Pas-de-Calais en région Hauts-de-France. Ses habitants sont appelés les Aubinois.
La commune fait partie de la communauté de communes des Campagnes de l'Artois qui regroupe 96 communes et compte 33 141 habitants en 2021.
La commune s’étire sur le long de la rivière Scarpe, essentiellement rive droite.

## Géographie

### Localisation
Localisée dans le sud-est du département du Pas-de-Calais, Aubigny-en-Artois est une commune du pays picard de l'Artois située, à vol d'oiseau, à 9 km au nord-est de la commune de Avesnes-le-Comte et à 14 km au nord-ouest de la commune d’Arras (chef-lieu d'arrondissement).
Le territoire de la commune est limitrophe de ceux de six communes.
Les communes limitrophes sont Villers-Châtel, Mingoval, Savy-Berlette, Tilloy-lès-Hermaville, Agnières et Hermaville.

### Géologie et relief
La superficie de la commune est de 6,27 km2 ; son altitude varie de 87  à   144 mètres.

### Hydrographie

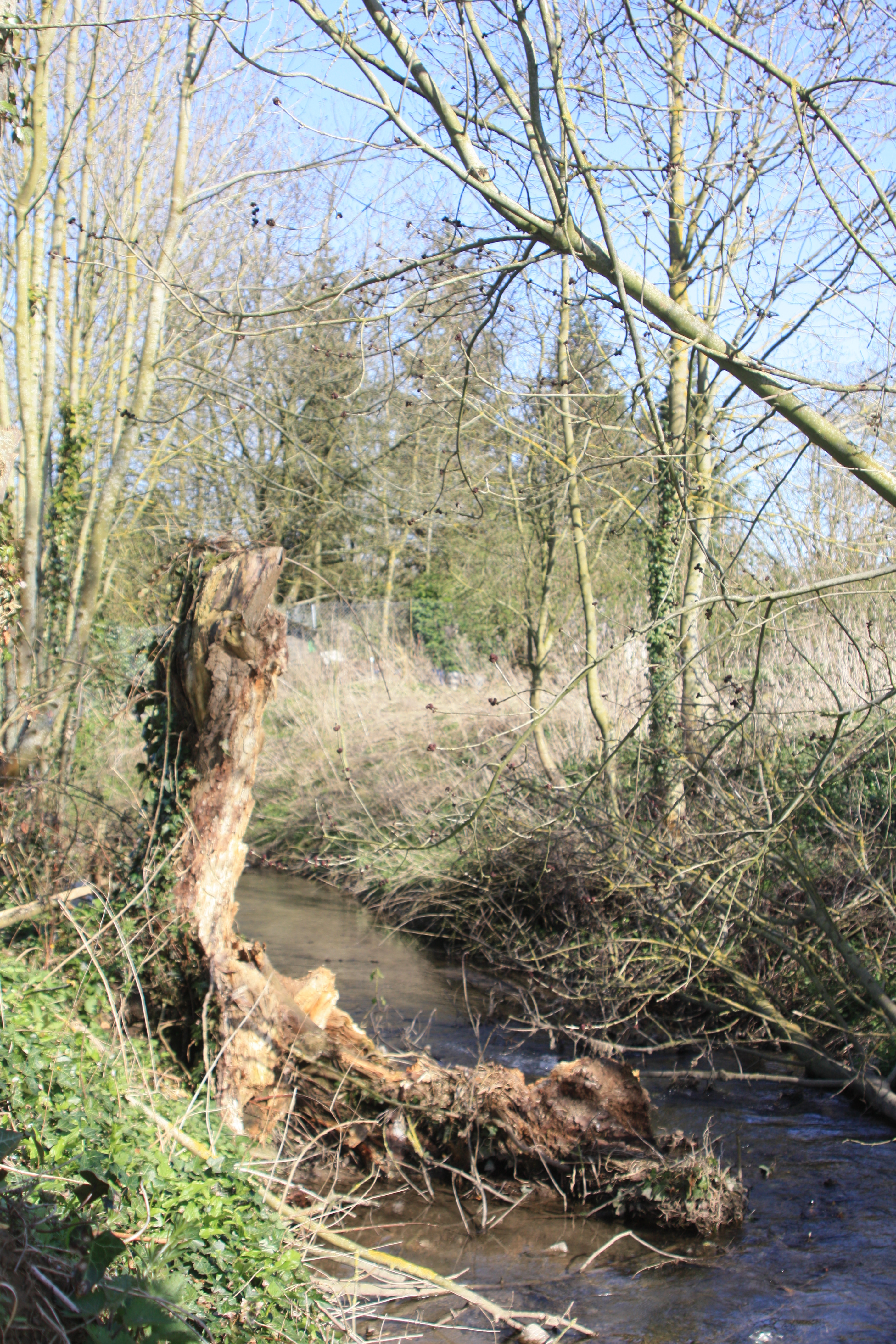
La Scarpe.

Le territoire de la commune est situé dans le bassin Artois-Picardie.
La commune est traversée par la rivière Scarpe, cours d'eau naturel non navigable de 26,8 km qui prend sa source dans la commune de Tincques et se jette dans la Scarpe canalisée au niveau de la commune de Saint-Nicolas.

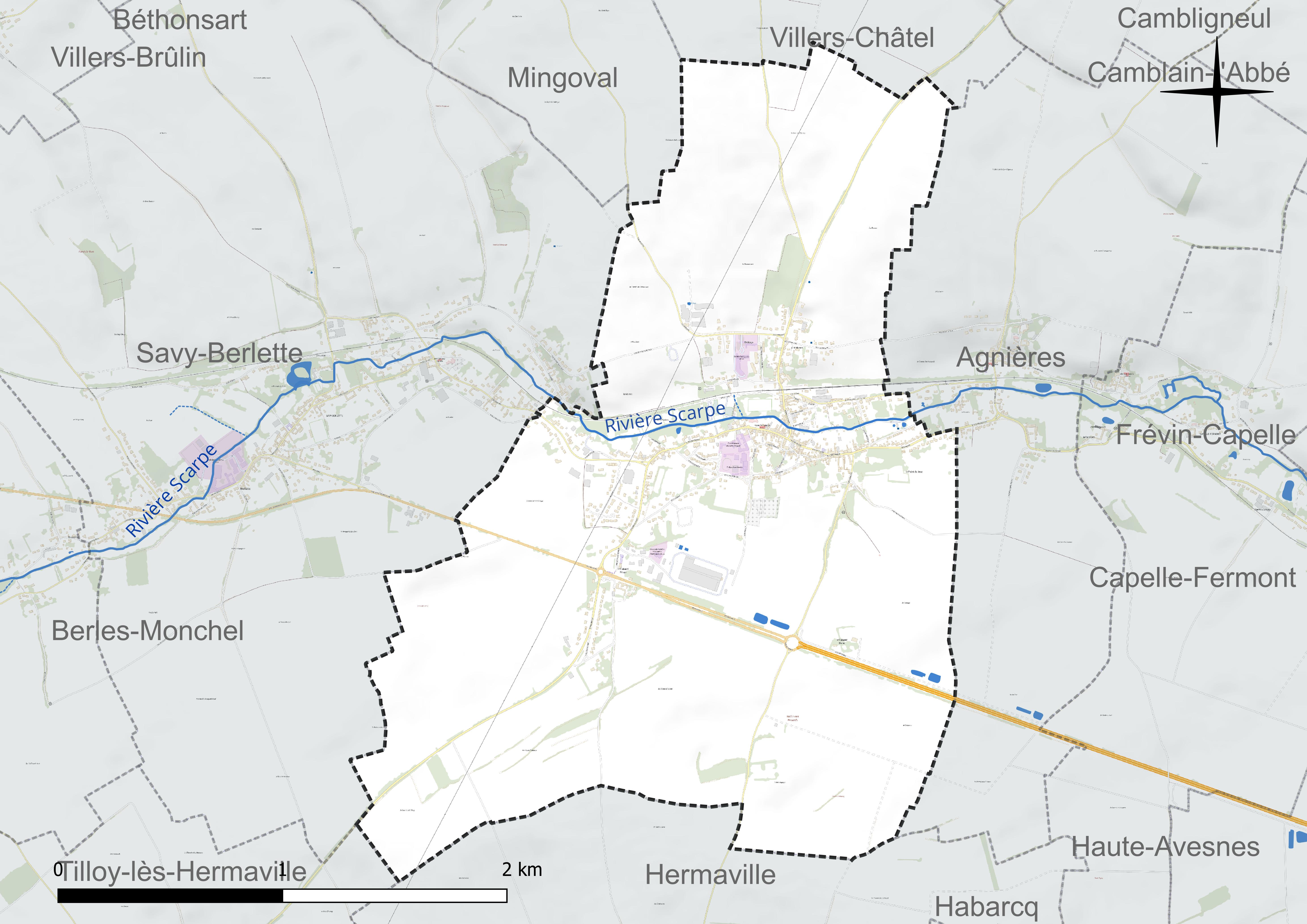
Réseau hydrographique d'Aubigny-en-Artois.

### Climat
Pour des articles plus généraux, voir Climat des Hauts-de-France et Climat du Pas-de-Calais.
En 2010, le climat de la commune est de type climat océanique dégradé des plaines du Centre et du Nord, selon une étude du CNRS s'appuyant sur une série de données couvrant la période 1971-2000. En 2020, Météo-France publie une typologie des climats de la France métropolitaine dans laquelle la commune est exposée à un climat océanique et est dans une zone de transition entre les régions climatiques « Nord-est du bassin Parisien » et « Côtes de la Manche orientale ».
Pour la période 1971-2000, la température annuelle moyenne est de 10,1 °C, avec une amplitude thermique annuelle de 14,2 °C. Le cumul annuel moyen de précipitations est de 803 mm, avec 12,8 jours de précipitations en janvier et 9,3 jours en juillet. Pour la période 1991-2020, la température moyenne annuelle observée sur la station météorologique la plus proche, située sur la commune de Saulty à 16 km à vol d'oiseau, est de 10,4 °C et le cumul annuel moyen de précipitations est de 899,7 mm,. Pour l'avenir, les paramètres climatiques de la commune estimés pour 2050 selon différents scénarios d'émission de gaz à effet de serre sont consultables sur un site dédié publié par Météo-France en novembre 2022.

## Urbanisme

### Typologie
Au 1er janvier 2024, Aubigny-en-Artois est catégorisée bourg rural, selon la nouvelle grille communale de densité à sept niveaux définie par l'Insee en 2022.
Elle appartient à l'unité urbaine d'Aubigny-en-Artois, une agglomération intra-départementale regroupant six  communes, dont elle est ville-centre,,. Par ailleurs la commune fait partie de l'aire d'attraction d'Arras, dont elle est une commune de la couronne,. Cette aire, qui regroupe 163 communes, est catégorisée dans les aires de 50 000 à moins de 200 000 habitants,.

### Occupation des sols
L'occupation des sols de la commune, telle qu'elle ressort de la base de données européenne d’occupation biophysique des sols Corine Land Cover (CLC), est marquée par l'importance des territoires agricoles (80 % en 2018), en diminution par rapport à 1990 (90,7 %). La répartition détaillée en 2018 est la suivante : 
terres arables (80 %), zones urbanisées (20 %). L'évolution de l’occupation des sols de la commune et de ses infrastructures peut être observée sur les différentes représentations cartographiques du territoire : la carte de Cassini (XVIIIe siècle), la carte d'état-major (1820-1866) et les cartes ou photos aériennes de l'IGN pour la période actuelle (1950 à aujourd'hui).

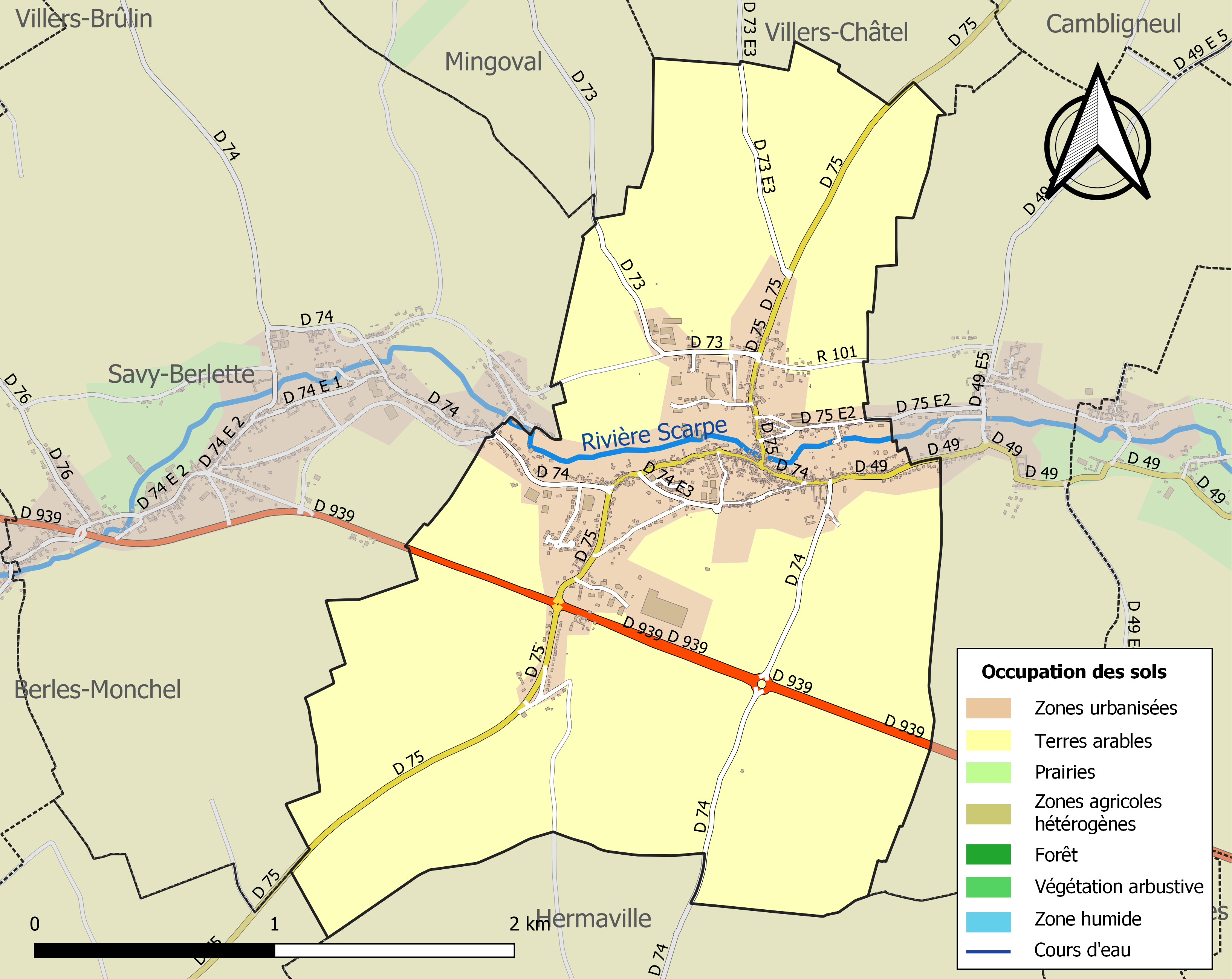
Carte des infrastructures et de l'occupation des sols de la commune en 2018 (CLC).

### Voies de communication et transports

#### Transports

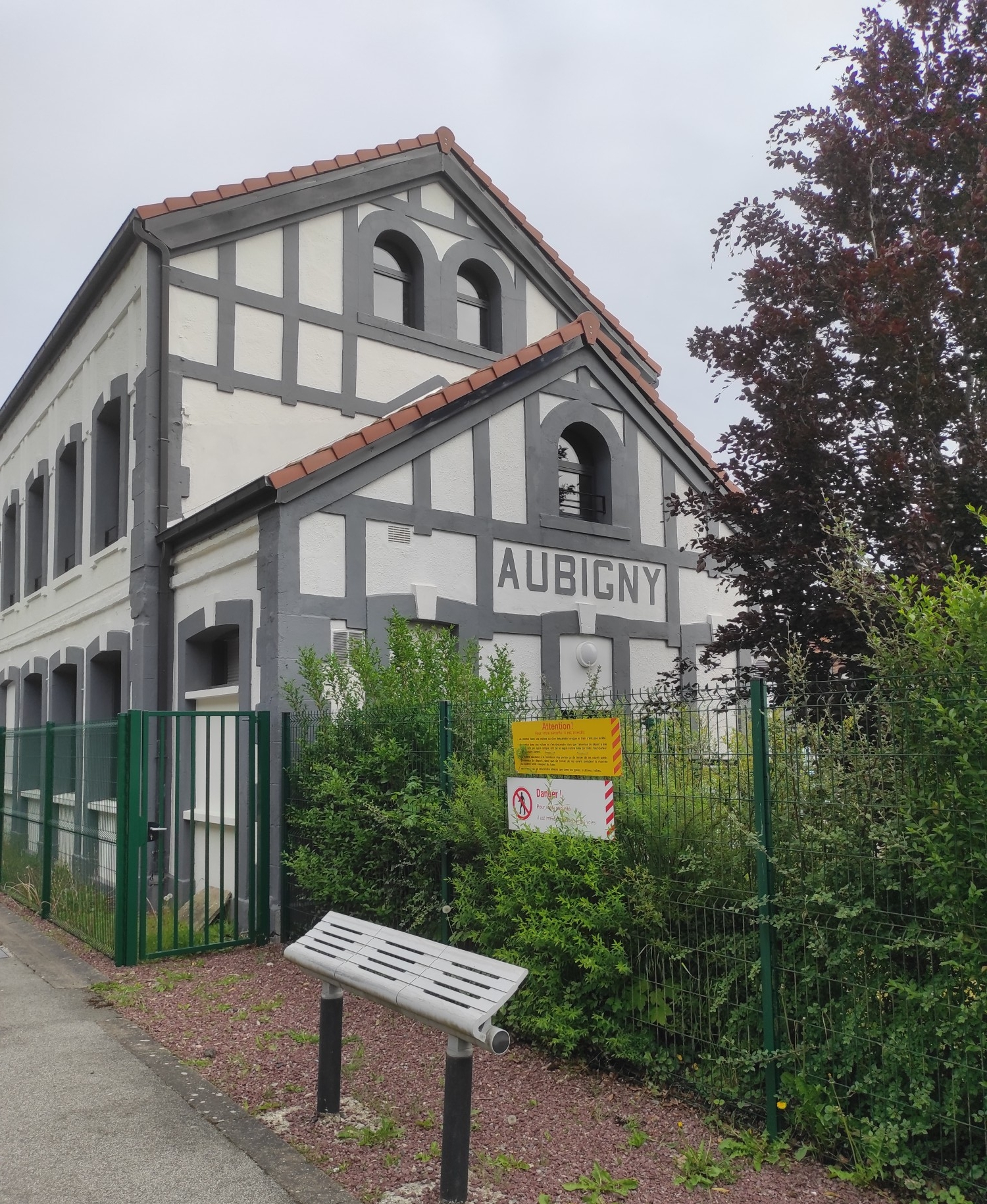
Le bâtiment voyageurs de la gare.

La gare est desservie par la ligne d'Arras à Saint-Pol-sur-Ternoise. C'est une halte voyageurs de la Société nationale des chemins de fer français (SNCF), desservie par des trains TER Hauts-de-France.
La commune était desservie, de 1895 à 1948, par la ligne de chemin de fer Lens - Frévent, une ancienne ligne de chemin de fer qui reliait les communes de Lens et de Frévent.

## Toponymie
Le nom de la localité est attesté sous les formes Albiniacum en 1047,Albiniense territorium en 1076, Albinni en 1092, Albeingni en 1096, Albengi en 1106, Albeni en 1160, Aubeigni en 1170, Aubeni en 1175, Albenni en 1197, Albeniacum en 1198, Albinium au XIIe siècle, Aubengni en 1200, Aubeigniacum en 1220, Albigniacum en 1246, Albign en 1270, Albingniacum en 1273, Albeingniacum en 1271, Aubeingni en 1272, Aubegni en 1276, Aubuingni et Aubignis au XIIIe siècle, Aubingni en 1310, Aubingny en 1334, Aubigny en 1338, Obigny en 1444, Oubinie en Artois en 1469, Aubigny en 1793, Aubigny et Aubigny-en-Artois depuis 1801.

## Histoire

### Moyen Âge
Le corps du saint évangélisateur d'origine irlandaise, Kilian d'Aubigny-en-Artois, repose dans une chapelle du village ; il œuvra dans la région d'Aubigny au VIIe siècle
Robert d'Aubigny mourut à la bataille de Crécy, le 26 août 1346.

### Première Guerre mondiale
Pendant la Première Guerre mondiale, à différents moments comme en novembre 1914 ou après la bataille de l'Artois, début juillet 1915, Aubigny-en-Artois et des communes proches en arrière du front (Berles-Monchel, Savy-Berlette, Agnières) ont servi de lieux de cantonnement pour les troupes.
La commune est décorée de la croix de guerre 1914-1918 par décret du 23 septembre 1920, distinction également attribuée à 276 autres communes du Pas-de-Calais.

### Seconde Guerre mondiale
Au début de la Seconde Guerre mondiale, au cours de la bataille de France, les 21 et 22 mai 1940, le 2e régiment d'infanterie de la 3e Panzerdivision SS Totenkopf, sous les ordres du Sturmbannführer Bellwildt et du Gruppenführer Theodor Eicke occupe la ville. En guise de représailles pour des pertes ayant eu lieu près de la ville, 92 civils sont exécutés. On dénombre un total de 98 morts, dont 73 dans une carrière.

## Politique et administration

### Découpage territorial
La commune se trouve dans l'arrondissement d'Arras du département du Pas-de-Calais.

#### Commune et intercommunalités
La commune est membre de la communauté de communes des Campagnes de l'Artois.

#### Circonscriptions administratives
La commune est rattachée au canton d'Avesnes-le-Comte.

#### Circonscriptions électorales
Pour l'élection des députés, la commune fait partie de la première circonscription du Pas-de-Calais.

### Élections municipales et communautaires

#### Liste des maires
| Période                                  | Période                       | Identité             | Étiquette | Qualité                                                                                        |
| ---------------------------------------- | ----------------------------- | -------------------- | --------- | ---------------------------------------------------------------------------------------------- |
| Les données manquantes sont à compléter. |                               |                      |           |                                                                                                |
| maire en 1958                            | ?                             | Paul Dumont          | UNR       | Négociant                                                                                      |
|                                          |                               |                      |           |                                                                                                |
| mars 2001                                | En cours (au 31 janvier 2022) | Jean-Michel Desailly | PS        | Ancien cadre Conseiller général Réélu pour le mandat 2014-2020 Réélu pour le mandat 2020-2026, |

## Équipements et services publics

### Espaces publics
La commune est labellisée « 2 fleurs » au concours des villes et villages fleuris.

### Justice, sécurité, secours et défense
La commune dépend du tribunal judiciaire d'Arras, du conseil de prud'hommes d'Arras, de la cour d'appel de Douai, du tribunal de commerce d'Arras, du tribunal administratif de Lille, de la cour administrative d'appel de Douai et du tribunal pour enfants d'Arras.

## Population et société

### Démographie
Les habitants de la commune sont appelés les Aubinois.

#### Évolution démographique
L'évolution du nombre d'habitants est connue à travers les recensements de la population effectués dans la commune depuis 1793. Pour les communes de moins de 10 000 habitants, une enquête de recensement portant sur toute la population est réalisée tous les cinq ans, les populations de référence des années intermédiaires étant quant à elles estimées par interpolation ou extrapolation. Pour la commune, le premier recensement exhaustif entrant dans le cadre du nouveau dispositif a été réalisé en 2005.

En 2022, la commune comptait 1 484 habitants, en évolution de +1,3 % par rapport à 2016 (Pas-de-Calais : −0,72 %, France hors Mayotte : +2,11 %).
| 1793 | 1800 | 1806 | 1821 | 1831 | 1836 | 1841 | 1846 | 1851 |
| ---- | ---- | ---- | ---- | ---- | ---- | ---- | ---- | ---- |
| 596  | 684  | 627  | 650  | 678  | 663  | 641  | 674  | 647  |

| 1856 | 1861 | 1866 | 1872 | 1876 | 1881 | 1886 | 1891 | 1896 |
| ---- | ---- | ---- | ---- | ---- | ---- | ---- | ---- | ---- |
| 655  | 620  | 635  | 593  | 651  | 654  | 642  | 670  | 776  |

| 1901 | 1906 | 1911 | 1921 | 1926 | 1931 | 1936 | 1946 | 1954 |
| ---- | ---- | ---- | ---- | ---- | ---- | ---- | ---- | ---- |
| 774  | 777  | 846  | 950  | 908  | 895  | 899  | 927  | 986  |

| 1962  | 1968  | 1975  | 1982  | 1990  | 1999  | 2005  | 2006  | 2010  |
| ----- | ----- | ----- | ----- | ----- | ----- | ----- | ----- | ----- |
| 1 028 | 1 131 | 1 161 | 1 330 | 1 361 | 1 360 | 1 330 | 1 306 | 1 384 |

| 2015  | 2020  | 2022  | - | - | - | - | - | - |
| ----- | ----- | ----- | - | - | - | - | - | - |
| 1 461 | 1 479 | 1 484 | - | - | - | - | - | - |

#### Pyramide des âges
En 2018, le taux de personnes d'un âge inférieur à 30 ans s'élève à 32,2 %, soit en dessous de la moyenne départementale (36,7 %). À l'inverse, le taux de personnes d'âge supérieur à 60 ans est de 30,8 % la même année, alors qu'il est de 24,9 % au niveau départemental.
En 2018, la commune comptait 674 hommes pour 792 femmes, soit un taux de 54,02 % de femmes, largement supérieur au taux départemental (51,5 %).
Les pyramides des âges de la commune et du département s'établissent comme suit.
| Hommes | Classe d’âge | Femmes |
| ------ | ------------ | ------ |
| 1,0    | 90 ou +      | 5,5    |
| 7,1    | 75-89 ans    | 9,3    |
| 19,6   | 60-74 ans    | 18,6   |
| 19,4   | 45-59 ans    | 17,4   |
| 19,6   | 30-44 ans    | 18,0   |
| 15,1   | 15-29 ans    | 12,8   |
| 18,2   | 0-14 ans     | 18,4   |

| Hommes | Classe d’âge | Femmes |
| ------ | ------------ | ------ |
| 0,5    | 90 ou +      | 1,6    |
| 5,6    | 75-89 ans    | 8,9    |
| 16,7   | 60-74 ans    | 18,1   |
| 20,2   | 45-59 ans    | 19,2   |
| 18,9   | 30-44 ans    | 18,1   |
| 18,2   | 15-29 ans    | 16,2   |
| 19,9   | 0-14 ans     | 17,9   |

### Sports et loisirs
De multiples associations existent à Aubigny-en-Artois, regroupée sous le SCA. Parmi elles on y retrouve par exemple le Judo Club Aubinois, le club de volley-ball ainsi que le club de football.

## Économie

### Revenus de la population et fiscalité
En 2019, dans la commune, il y a 614 ménages fiscaux qui comprennent 1 376 personnes pour un revenu médian disponible par unité de consommation de 21 140 €, soit légèrement inférieur au revenu médian de la France métropolitaine qui est de 21 930 €,.

### Entreprises et commerces
Sur le territoire de la commune, proche de la route nationale 39, est implantée une importante usine de la société Brioche Pasquier.

## Culture locale et patrimoine

### Lieux et monuments
- L'église Saint-Kilien.
- Le prieuré d'Aubigny-en-Artois dépendait de l'abbaye du Mont-Saint-Éloi pour la période de 1137 à 1745[35].
- Le monument aux morts[36].
- Aubigny Communal Cemetery Extension, cimetière britannique de la Commonwealth War Graves Commission.
- La gare d'Aubigny-en-Artois.
- Le château de Chélers à Aubigny-en-Artois.
- Deux mottes sous lesquelles se trouvent des caves[37].

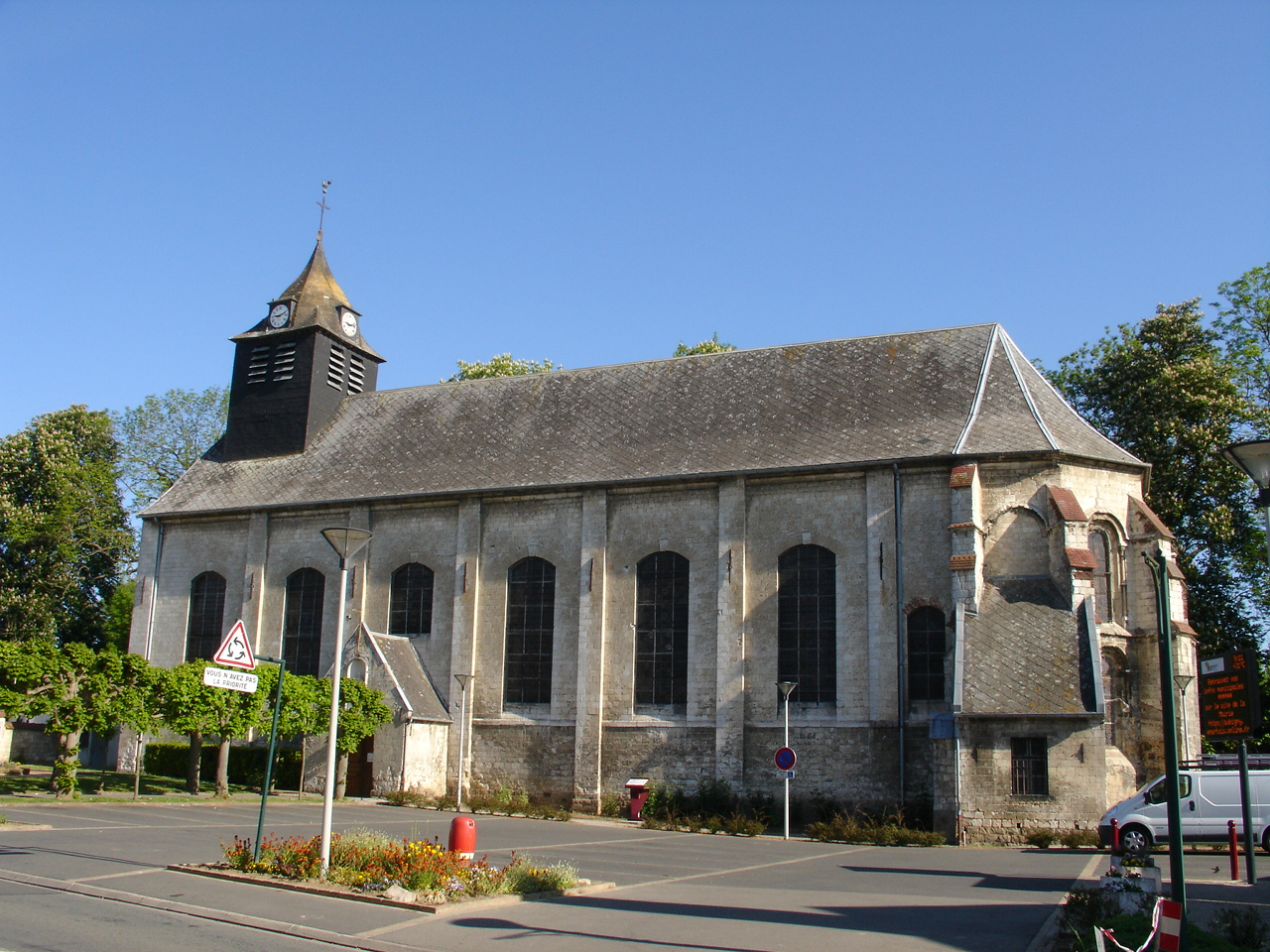
L'église.
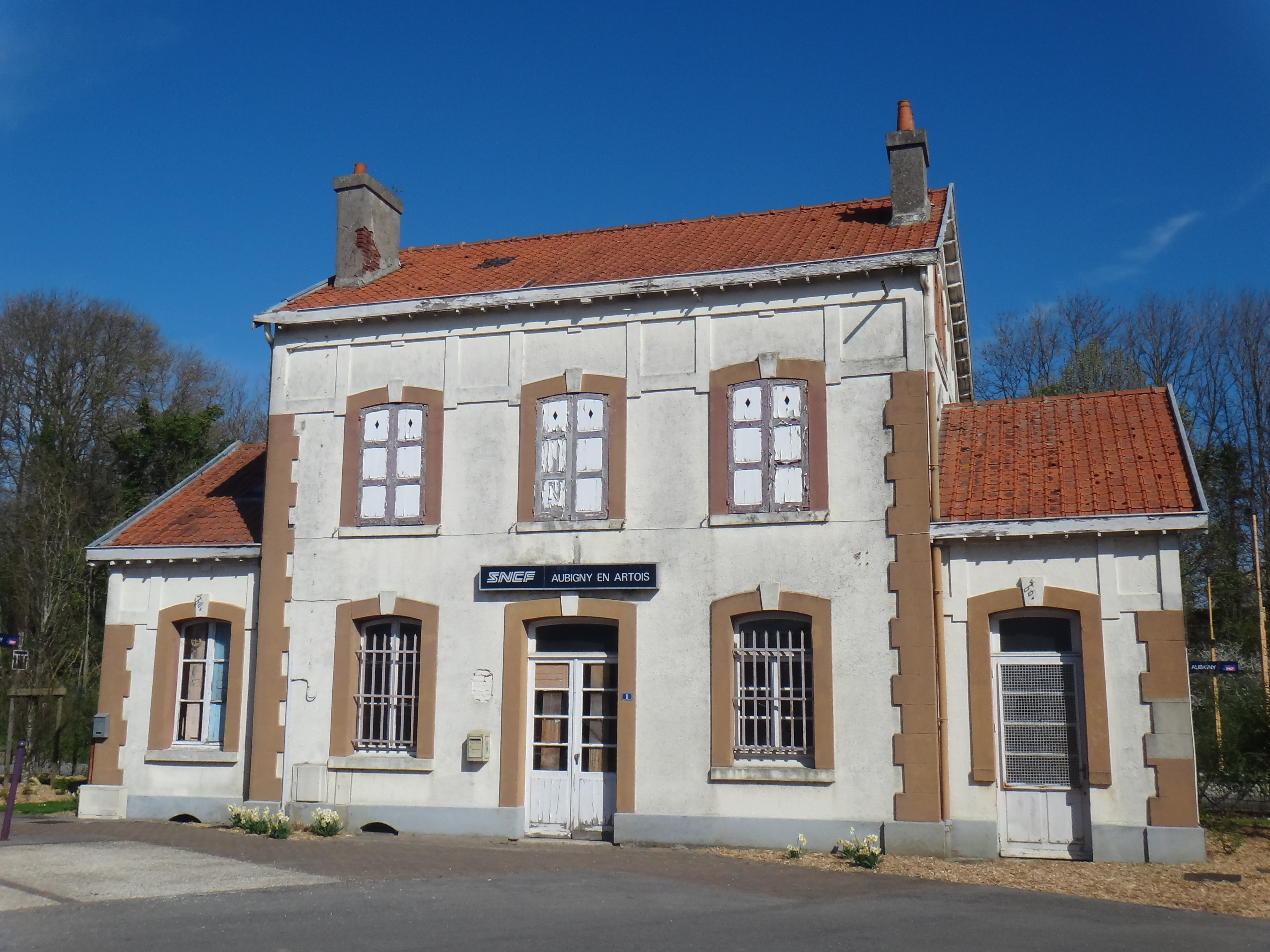
La gare.

### Personnalités liées à la commune
- Kilian d'Aubigny-en-Artois (-669 ou 680), moine anachorète d’origine irlandaise, mort dans la commune.
- André Joseph Ansart (1723-1790), né à Aubigny-en-Artois, ecclésiastique et docteur en droit, auteur de plusieurs ouvrages de théologie et d'histoire ecclésiastique.
- Philippe Albert Joseph de Saulty (1765-1833), personnalité politique, né dans la commune.
- Pierre Dubois (1941-), personnalité politique, né dans la commune.

### Héraldique
| Blason de Aubigny-en-Artois | Blason  | D'azur semé de fleurs de lis d'or, au lambel de gueules, chaque pendant chargé de trois châteaux d'or rangés en pal, et au bâton abaissé de gueules. |
| Blason de Aubigny-en-Artois | Détails | Le statut officiel du blason reste à déterminer. |

## Pour approfondir